# Geiselwind
Geiselwind är en köping (Markt) i Landkreis Kitzingen i Regierungsbezirk Unterfranken i förbundslandet Bayern i Tyskland.